# 德城站
德城站（韓語：덕성역）是朝鮮民主主義人民共和國咸鏡南道德城郡德城邑的一個鐵路車站，属于德城線。

## 邻近车站
德城線
羅荷坮站 - 德城站 - 主義洞站